# رابرت هیرستون
رابرت هیرستون (Robert Hairston) (۱۷۱۷–۳ اوت ۱۷۹۱) مزرعه‌دار، سیاستمدار و افسر نظامی نجیب‌زاده قرن ۱۸ در مستعمره ویرجینیا بود. وی نمایندهٔ منتخب در مجلس بورگزس و مجلس نمایندگان ویرجینیا بود.

## زندگی خانوادگی
او پسر پیتر هیرستون بود که در میان اعضای خانواده، به نام «مهاجر» شناخته می‌شد. همسر او روث استووال، دختر جورج استووال، منشی مجلس بورگزس ویرجینیا بود. آنها نُه فرزند داشتند: سرهنگ جورج هیرستون؛ سرهنگ ساموئل هیرستون؛ آن هیرستون (خانم چارلز وودز)؛ پیتر هیرستون؛ مارتا پتسی هیرستون (خانم الکساندر هانتر (کشاورز))؛ سارا هیرستون (خانم بالدوین رولند)؛ الیزابت هیرستون (خانم مایکل رولند)؛ اگنس هیرستون (خانم جان وودز) و روث هیرستون (خانم پیتر ویلسون).
او میان سال‌های ۱۷۷۵ تا ۱۷۷۶، اولین خانه هیرستون را در هِنری کانتی به نام «مزرعه ماروبون» بنا کرد. ماروبون، به پسرش جورج واگذار شد و تا پنج نسل بعد تا سال۱۸۸۱ باقی ماند. «پس از تلفات ناشی از جنگ میان استان‌ها، این اموال باشکوه از دست صاحبان سابق خارج شد و اجازه داده شد تا به‌صورت نامحسوس تخریب شوند». گزارش‌های دیگر محاکی است که مزارع ماروبون در ۱۷۵۹ در شهرستان پیتسیلوانیا، ویرجینیا که بعداً بخشی از هنری کانتی شد، ساخته شد. گزارش سومی ادعا می‌کند که خانه در ۱۷۴۹ ساخته شده‌است.
او در پایان قرن هجدهم، در مزرعه‌های مختلف و املاک خانوادگی، نوزده برده داشت. او در ۱۷۹۱، ۱۶۸۴ جریب زمین داشت.
روث استووال در ۱۸۰۸ درگذشت.

## حرفه (زندگی) نظامی
رابرت هیرستون، در ارتش ویرجینیا کاپیتان بود و در سال‌های ۱۷۵۴ تا ۱۷۶۳، به عنوان پرچمدار در میان شبه نظامیان مستعمره ویرجینیا از شهرستان بدفورد، ویرجینیا، در طول جنگ فرانسه و سرخ‌پوستان خدمت کرد. در زمان انقلاب آمریکا، او کلانتر شهرستان خود و کاپیتان گروه شبه نظامیان محلی شد. گروه دختران انقلاب آمریکا (یک گروه غیرانتفاعی ترویج میهن‌پرستی) به سابقه خدمت وی، شماره شناسایی A049164 دادند.
رابرت هیرستون، دو سال پس از مأموریت‌اش در ۱۷۵۶، در سپتامبر ۱۷۵۸، به عنوان پرچمدار و سپس در ۱۷۵۹ به عنوان کاپیتان منصوب شد. او در ۲۷ اکتبر ۱۷۵۶ ستوانِ اهل شهرستان بدفورد شد و در ۲۸ می ۱۷۵۹، «رابرت هیرستون» به سمت کاپیتان شد.
در طول انقلاب آمریکا، کاپیتان شبه نظامی شد و دو تن از پسران بزرگش، سرهنگ جورج هیرستون و سرهنگ ساموئل هیرستون، به درجات بالاتری در ارتش قاره‌ای دست یافتند.

## حرفه سیاسی
او عضو هیئت صلح بود و در ۱۷۷۶، سوگند وفاداری با انقلاب یاد کرد و پیش از آن، تصدی خود را از توماس نلسون جونیور (پسر) دریافت کرده بود که او را به سمت «کلانتر عالی» هنری کانتی، منصوب کرده بود. رابرت هیرستون نماینده مجلس نمایندگان شهرستان خود شد.
رابرت هیرستون با داشتن املاک در چندین شهرستان و در بخش‌هایی که خود به دو یا چند بخش تقسیم شده بودند، در چندین حوزه قضایی، قاضی شد. او در ۱۷۷۵ در شهرستان پتسیلوانیا، ویرجینیا، در ۱۷۷۸ در هنری کانتی و در ۱۷۸۵ در شهرستان فرانکلین، قاضی بود. وی در ۱۷۸۶ در فرانکلین و هنری کانتی، قاضی شد. او نیز در ۱۷۸۶، سومین پرداخت‌کننده مالیات در شهرستان فرانکلین، ویرجینیا بود.
رابرت هیرستون برای عضویت در مجلس بورگزس ویرجینیا در شهرستان کمپبل، ویرجینیا انتخاب شد. وی در جلسات ۵ مه تا ۲۸ ژوئن ۱۷۷۷ و ۲۰ اکتبر تا ۲۴ ژانویه ۱۷۷۸ در مجمع عمومی مجلس نمایندگان ویرجینیا همراه با دیگر نماینده هنری کانتی، آبرام پن، خدمت کرد.

## وفات و خاکسپاری
رابرت هیرستون در ۱۷۹۱ در مزرعه‌ای به نام «رانت بگ» در شهرستان فرانکلین فوت کرد. روث استووال هیرستون نیز در ۱۸۰۸ درگذشت. او در زمان مرگش در ۱۷۹۱، صاحب ۱۶۸۴ جریب زمین و ۲۲ برده بود. او نیز یکی از ثروتمندترین مردان در شهرستان فرانکلین بود. ارزش دارایی او پس از تقسیم ارثی که بنا به وصیت رسیده، به مبلغ ۴۹۹٫۱٫۶ پوند (۴۹۹ پوند، یک شیلینگ، شش پنس) ارزش گذاری شد. دارایی‌های قیمتی آنها، همانند اکثر خانواده‌های این دوره در پیمونت ویرجینیا، در زمین‌ها و برده‌های‌شان خلاصه می‌شد. غیر از یک ساعت نقره، هیچ طلا یا نقره‌ای در فهرست دارایی‌های هیرستون نبود. و نیز هیچ نقاشی، کالسکه یا میز بیلیاردی در فهرست موجودی دارایی‌های او ذکر نشده‌است. او بسیاری از زمین‌های خود را پیش از مرگش به فرزندانش داده بود و به هر دختری، مزرعه‌ای به نام خودشان اعطا کرده بود. «هیرستون ملک خود را-همانند اکثر پدرانی که این کار را می‌کنند- به هر کدام از دخترانش اعطا کرد تا شوهر فعلی و آینده خود را مستقلاً تحت کنترل خود درآورند».
باورها بر این است که رابرت و همسرش روث در زیر آب‌های سد فیلپات امروزی که در ۱۹۵۲ تکمیل شد، دفن شده‌اند. سنگ قبرهای رابرت و روت به ارتفاعات منتقل شده‌اند، اما اجساد آنها منتقل نشده‌اند. ۱۹ گورستان در دریاچه فیلپات، پوشانده شده‌اند.